# Figline 1965
Maillots
L’Associazione Sportiva Dilettantistica Figline 1965 est l'équipe de football de Figline Valdarno, dans la province de Florence, fondée en 1965. 

## Historique

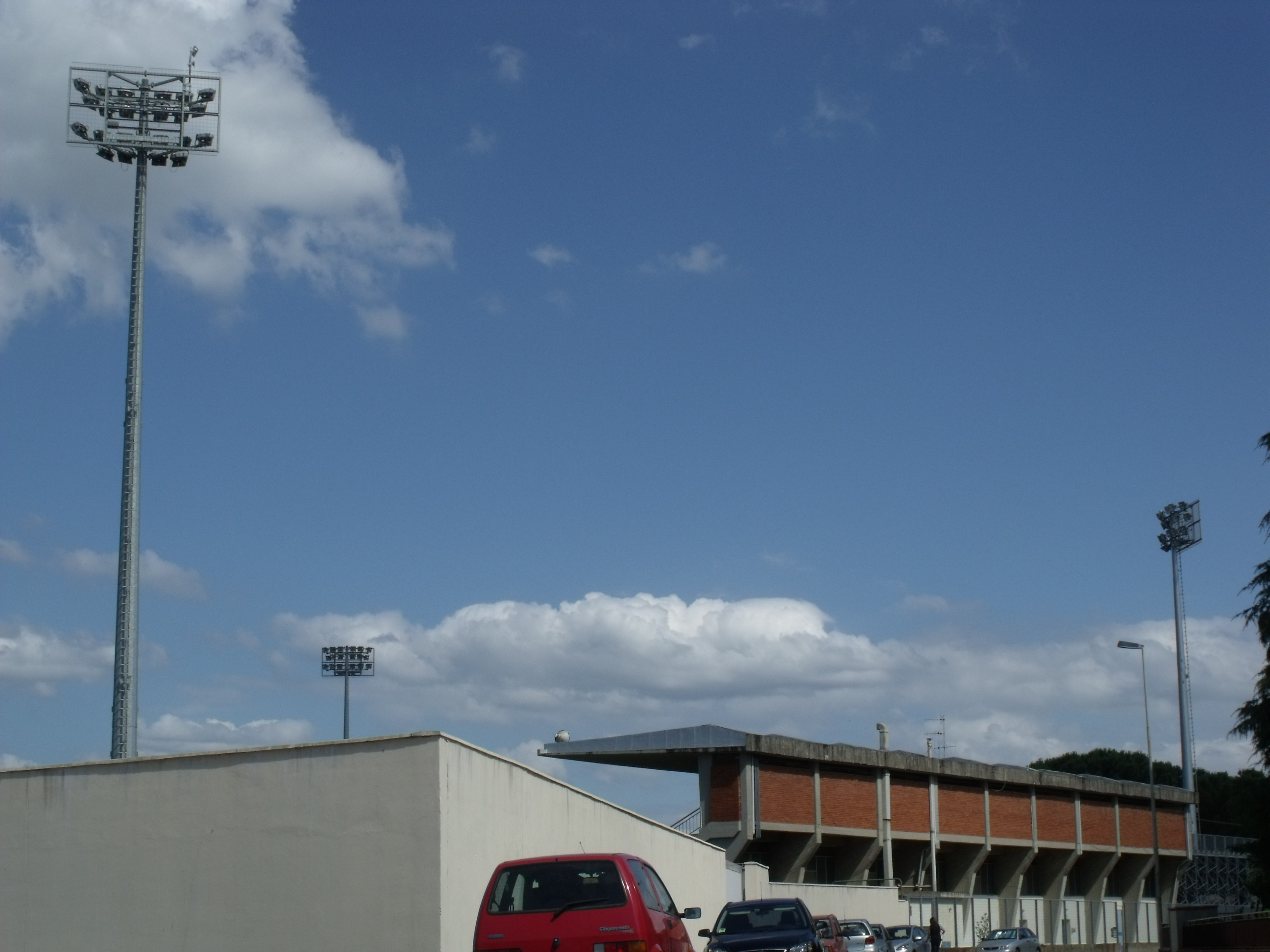
vue exterieure du stade Goffredo del Buffa

Le club est fondé en 1965 sous le nom d'AS Filigne, né de la fusion de deux clubs de la ville de Figline Valdarno, près de Florence. 
L'équipe resta durant 5 ans en 5e division italienne de 1971 à 1976. Il faudra ensuite attendre jusqu'en 2005, que l'équipe toscane retrouve la 5e division, 30 ans après sa dernière saison à ce niveau. 
En 2007-08, après avoir frôlé la montée lors de la saison précédente, l'équipe obtient le sésame et l'accès à la Ligue Pro Deuxième Division, la 4e division italienne, alors que son équipe de jeune est vice-championne d'Italie. La saison suivant se solde par une deuxième montée consécutive et l'accès à la Ligue Pro Première Division.  L'équipe est alors formée d'anciennes gloires du football italien (Enrico Chiesa, Moreno Torricelli, Anselmo Robbiatti ou encore Gianmatteo Mareggini) qui se sont connus en club, à la Fiorentina et qui poursuivent leur aventure commune dans ce petit club provincial.
Mais le club connait de grosses difficultés financières et est relégué administrativement puis exclu de la fédération de football italienne, ce qui pousse la ville à créer un nouveau club, l' A.S.D. Giallo-Blu Figline.
Finalement reintégrer, le club évolue en Serie D depuis la saison 2023-2024.

## Palmarès
- 1 championnat de Serie D : 2008-09

## Stade
Figline joue ses matchs à domicile au stade municipal Goffredo del Buffa, du nom du premier président du Club.
L'installation dispose de 1 872 places assises, réparties en deux tribunes, une couverte et une plus petite du côté opposé. En 2009, il a subi un important réaménagement en vue de la saison 2009-2010 de la Lega Pro Prima Division. Les travaux comprenaient l'augmentation de la capacité de 1 500 à 2 500 places pour se conformer aux paramètres fixés par la FIGC et un nouveau système d'éclairage. 
Le 17 novembre 2010, le stade a accueilli l'équipe nationale italienne des moins de 20 ans pour un match du tournoi des quatre nations contre l'Allemagne des moins de 20 ans, que les Allemands ont ensuite remporté 2-1.
Le 25 septembre 2018, un accord a été signé entre le Valdarno FC de l'époque et le CF Florentia, équipe évoluant en Serie A féminine, qui permettait aux joueuses du club florentin de disputer leurs matchs à domicile au stade de Figlines pour la saison 2018-2019.

## Légendes
- Enrico Chiesa
- Moreno Torricelli